# Sarah Clayton
Sarah Clayton, född 1712, död 1779, var en brittisk affärsidkare (fastighetsägare och industrialist).  Hon blev känd som 'Queen of Parr.' 
Hon var dotter till köpmannen och åldermannen William Clayton (d. 1715) i Liverpool. Hon gifte sig aldrig och var därför enligt engelsk lag myndig från 25 års ålder. Hon ärvde mark utanför Liverpool, och lät mellan 1746 och 1751 anlägga Clayton Square och troligen gatorna Leigh, Tyrer, Houghton, Parker och Case street i Liverpool. Hon ägde också herrgården Parr Hall i Blackbrook.
Hon övertog sin syster Margaret make Thomas Case of Huytons kolgruva, då hon hade utsetts till förvaltare av familjen Cases egendom på grund av svågersn drjupa skuldsättning. Gruvan var i dåligt skick då hon övertog den. Hon lyckades vända utvecklingen och göra den till en framstående industri under 1740- och 50-talen. Hon kunde framgångsrikt avsluta uppdraget som förvaltare 1753. 
Hon köpte också ytterligare en kolgruva, Parr Hall, år 1756. Hon ägde Parr Halls kolgruva, och kunde utnyttja Sankey-kanalen från Liverpool till Parr; kanalen nådde Parr 1757 och gav henne i praktiken monopol på kolhandeln till Liverpool tack vare den stora fördelen i transporten, som vid den tiden genomgick den industriella revolutionen. Hon var en tid den ledande aktören i Liverpools affärsliv.  Hon arbetade tätt sammanbunden med familjen Case, hennes släktingar, som också var verksamma i områdets kolindustri: konkret hennes systerson Thomas Case, som också handlade med slavar. Affärsalliansen Clayton-Case kontrollerade en tid kolfälten i Sankey. 
Hon gjorde konkurs 1778, likt familjen Case och många andra kolgruveägare i Sankey, och hennes egendom såldes på auktion. 